# فرانك بويرمان
فرانك بويرمان (بالإنجليزية: Frank Bowerman)‏ هو لاعب كرة قاعدة أمريكي، ولد في 5 ديسمبر 1868 في روميو في الولايات المتحدة، وتوفي في 30 نوفمبر 1948 في روميو.

## وصلات خارجية
- فرانك بويرمان على موقعبيزبول رفرنس.كوم (الدوري الرئيسي) (الإنجليزية)
- فرانك بويرمان على موقعبيزبول رفرنس.كوم (الدوري الثانوي) (الإنجليزية)
- فرانك بويرمان على موقع مشجعي الرسوم البيانية (الإنجليزية)